# Bey-Hamam

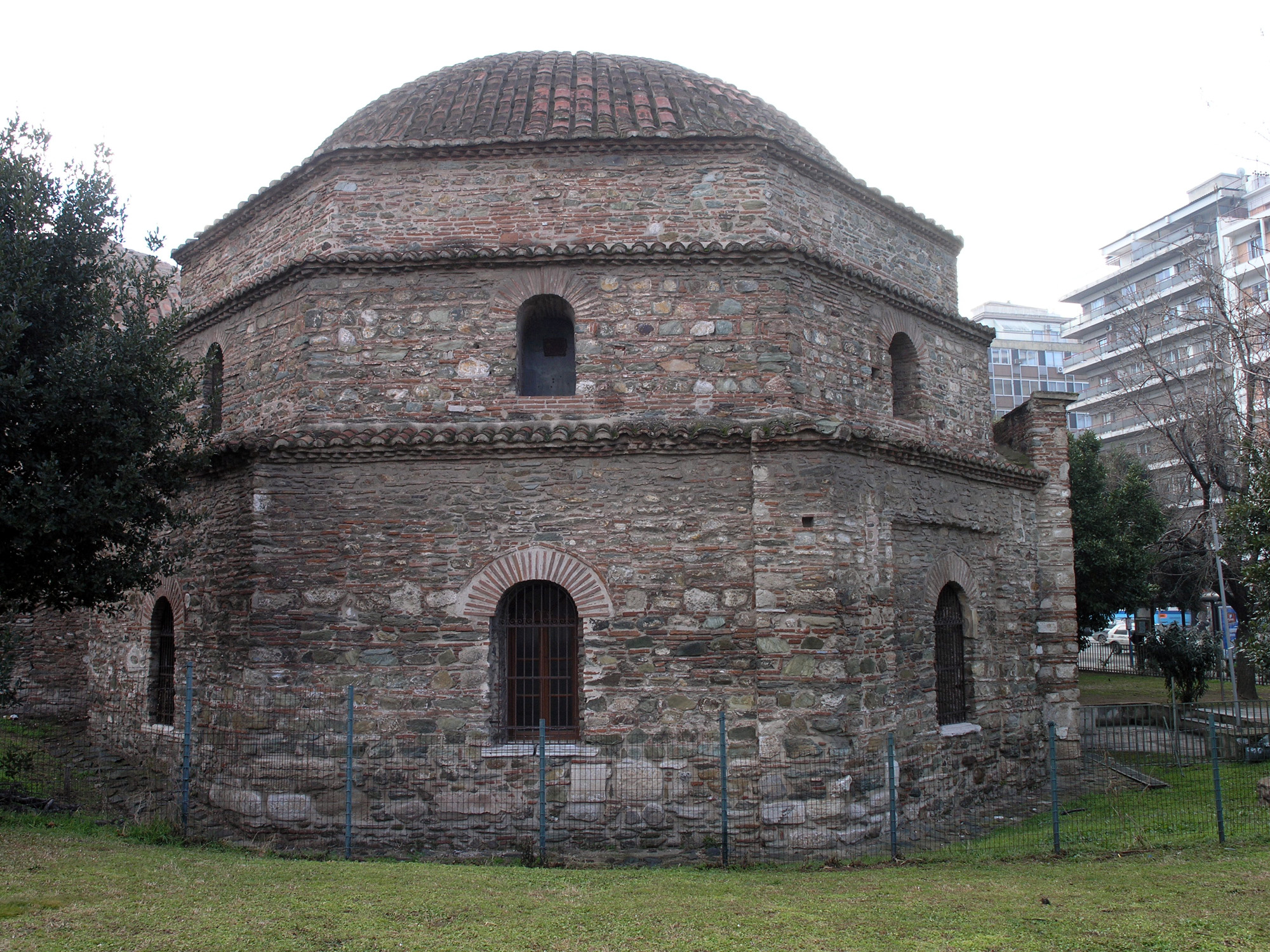
Außenansicht

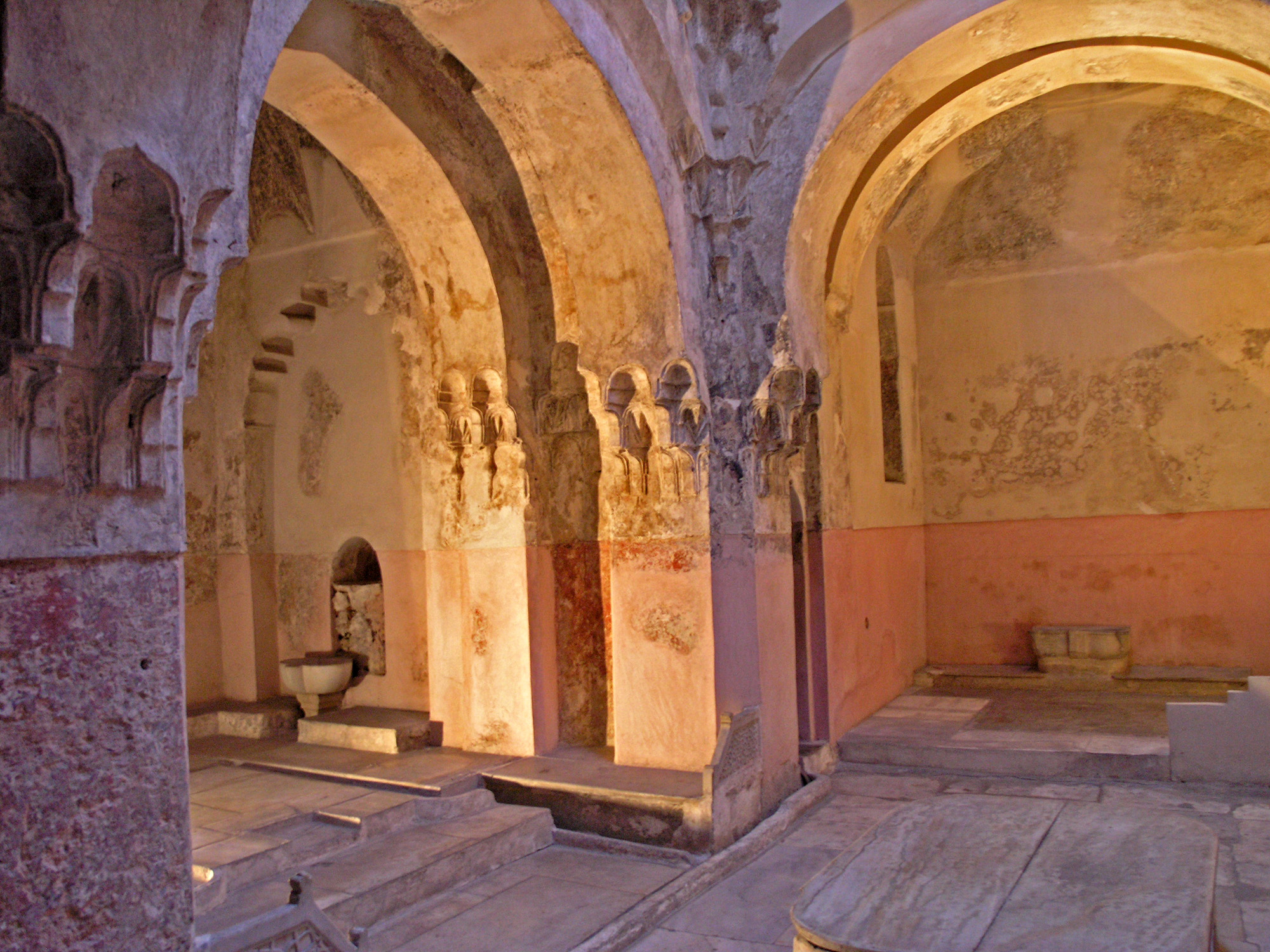
Innenansicht des Bades von 2006

Bey-Hamam (griechisch Μπέη Χαμάμ Mpei Chamam) ist eine  Badeanlage (Hammām) in Thessaloniki. Sie steht gegenüber der Kirche Panagia Chalkeon an der Kreuzung der Straßen Mitropolítou Gennadíou, Egnatíou und Aristotélous am Forumsplatz und dient heute als kultureller Veranstaltungsort. Es gilt als das bedeutendste erhaltene Hamam in Griechenland.

## Geschichte
Das Bad wurde wenige Jahre nach der Einnahme von Thessaloniki durch die Osmanen (1430) im Jahr 1444 unter Sultan Murad II. als erstes und größtes von drei städtischen Bädern errichtet. Unter dem Namen Bäder des Paradieses war das Hamam bis 1968 in Betrieb. Anschließend wurde es von Archäologen zwecks einer musealen Nutzung gemietet. Nach dem Erdbeben von 1978 erwarb das Kulturministerium das Gebäude und führte eine behutsame Restaurierung durch. Seitdem dient das Gebäude als Veranstaltungsort, so etwa für die Thessaloniki Biennále of Contemporary Art 2009.
Bis ins 19. Jahrhundert befand sich der Portikus mit den antiken Skulpturen Las Incantadas hinter den Bädern.

## Anlage

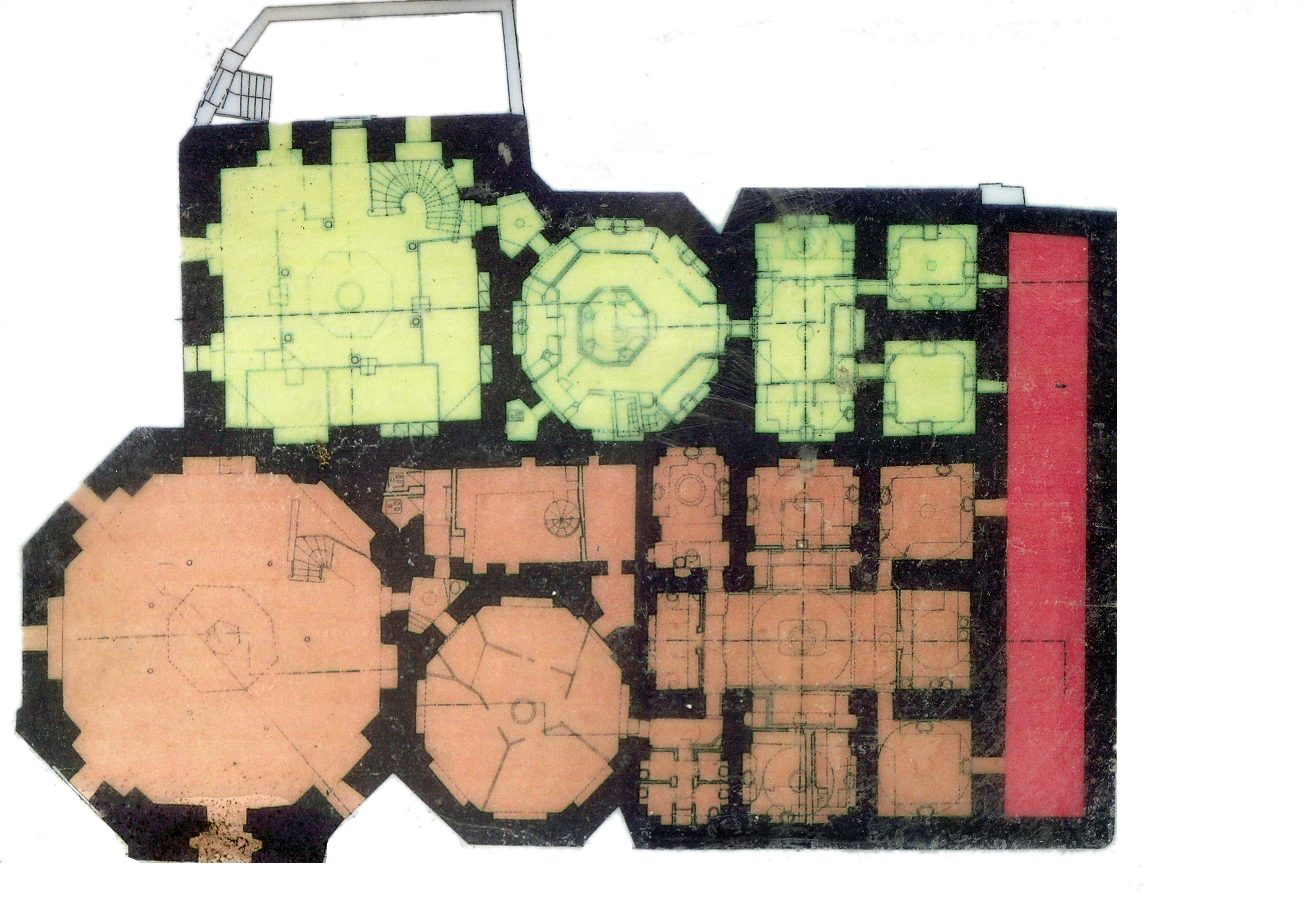
Plan mit den beiden Bereichen

Das Bad besteht aus je einem Männer- und Frauenbad, von denen das Männerbad größer und aufwändiger verziert ist. Beide Bäder sind überkuppelt. Der Raum des Bey im Männerbad weist einen Stalaktitendekor auf.
Neben dem Bey-Hamam sind in Thessaloniki noch die folgenden drei Hamams erhalten: das Yeni-Hamam (oder Aigli), das Yahudi-Hamam und das Pascha-Hamam (Phönix-Hamam).